# .mail
.mailは、提案中だったジェネリックトップレベルドメイン(gTLD)である。2015年にドメイン名衝突回避のため、.corp, .home と併せ、ICANN で利用しないことが決定された。スパムハウス・プロジェクトによって2004年に提案されたが、ICANNは承認していない。メッセージ受信者がを確実かつ効率的にスパムメールを識別し、スパムのないメールストリームを享受できるようにすることを目的としている。

## 主な機能
.mailは、既知のスパマーに属しておらず、検証済みの連絡先情報が提供されていると認証されたドメインのリストを維持することによって、 スパムの問題を軽減することを目的としている。セカンドレベルドメイン以下に、メール送信に使用されるサーバの実際のホスト名が含まれている。.mailドメインは、他のTLDのドメインで6ヶ月以上運用されたドメインをすでに所有し、そのWHOIS情報の正確性が検証されている当事者のみが登録できる。.mailドメインは、example.netを保有している登録者の場合はにexample.net.mailのように、既存のドメイン名の後ろに.mailをつけた構造になっている。他のドメインとは異なり、.mailドメインは登録者の完全な管理下に置かれることはないが、ドメインのステータスと連絡先情報は公にアクセス可能なサーバにて見ることができ、abuse@server1.example.netに苦情を申し立てると、スパムの苦情を監視してスパマーに登録された名前を取り消す組織に通知される。メールフィルタリングソフトウェアは、メッセージに関連付けられている.mailアドレスを照会し、そのアドレスが偽造または失効している場合はメッセージを拒否することができる。

## 副次的な機能
.mailは、電子メール以外のメッセージングインフラを保護するために拡張することができる。フィッシングを始めとする多くのインターネットベースの犯罪に対処する法執行機関に重要な情報を提供する。

## セキュリティ上の考慮事項
ドメインが承認された場合、 .mailはスパマーからの攻撃を受ける可能性がある。この問題に対処するために、Spamhaus、VeriSign、eNomの多くの専門者を導入すると表明している。